# Aragatsavan
Aragatsavan (in armeno Արագածավան, chiamato anche Aragats, Alagyaz, Alagëz, Alages e Alagyoz) è un comune 
dell'Armenia di 5 570 abitanti (2010) della provincia di Aragatsotn.